# Joseph Rome
Dom Remacle Rome, geboren als Joseph Rome (Stavelot, 30 augustus 1893 – 1974) was een Belgisch benedictijn en zoöloog die zich gespecialiseerd heeft in de studie van de ostracoda (mosselkreeftjes).
In 1911 trad hij in bij de benedictijnen van de Abdij van Maredsous en nam hij de kloosternaam Remacle aan. In 1932 werd hij curator van het museum van de abdij en enkele jaren later, op voorstel van F. Demanet van het Museum voor Natuurwetenschappen, werd hem gevraagd curator te worden van het Museum van Geologie van de Universiteit van Leuven. Gedurende veertig jaar stond hij in dienst van de universiteit en legde hij zich toe op de studie van de ostracoda. Hij was op dat vlak een autodidact en heeft 25 publicaties op zijn naam, waaronder een werk over de ostracoda van het Tanganyikameer en één over de anatomie van de ostracoda.
Zijn verzameling wordt bewaard in het Koninklijk Belgisch Instituut voor Natuurwetenschappen.